# Condemnation
«Condemnation» (en español, Condenación, o solo Condena) es el vigésimo noveno disco sencillo del grupo inglés de música electrónica Depeche Mode, el tercero desprendido de su álbum Songs of Faith and Devotion, publicado el 13 de septiembre de 1993 en el Reino Unido, y el 14 en los Estados Unidos.
Condemnation es un tema compuesto por Martin Gore de evidente inspiración góspel con un toque de rock. Uno de los temas favoritos del vocalista David Gahan y que a él siempre le gusta interpretar en vivo. Incluso hizo una versión acústica durante algunos conciertos de la gira Exciter Tour, porque la canción originalmente no iba a ser tocada, pero el cantante logró que fuera incorporada. La versión regular del sencillo en siete pulgadas, fue realizada en la ciudad de París, por eso así es como se titula, y es básicamente una regrabación del tema con coros femeninos añadidos y mayor percusión.
Como lado B aparece el tema Death's Door compuesto y cantado por Gore, remezclas de  "Rush" del mismo álbum, y algunos temas en directo del Devotional Tour. El tema Death's Door se contiene solo en su versión Jazz Mix.
Alcanzó el número 9 en el UK Singles Chart.

## Descripción
Como ningún otro del álbum y de la carrera de DM, Condemnation está totalmente imbuido en la música góspel norteamericana, conducido por un piano grave y pesaroso y una lírica sobre lo doloroso que es el amor. El único acompañamiento adicional es el de una dura percusión, pero solo a tiempos específicos, y lo principal es la letra, una de las más sentidas y tristes de Martin Gore.
El piano en realidad es tan triste y pesado como el propio planteamiento lírico, en el cual además resuena un acompañamiento coral realizado por los otros miembros de DM, grave y muy acongojado. Aunque es una simple metáfora sobre los sentimientos que produce el amor verdadero, es muy clara en su esencia, sin embargo no por ello deja de ser una de las más tristes al hablar sobre como el ser humano está condenado una vez que se enamora a siempre estar prendado de alguien, aquella persona, la que más lo marca a uno de por vida, la única, sin remedio ni solución, una eterna condena al amor.
Para la versión como sencillo promocional del álbum, la mezcla difirió ligeramente, esta fue la llamada Paris Mix.
El lado B Death's Door es una canción producida tan solo por Martin Gore y Alan Wilder después de que la gira World Violation Tour terminara, también inspirada en el sonido góspel aunque más alegórica. Como curiosidad en el sencillo solo se incluyó en su versión Jazz Mix, mientras la versión original apareció solo en la banda sonora de la película Until the End of the World del director alemán Wim Wenders y no estuvo disponible durante más de 26 años en ningún lanzamiento oficial de DM sino hasta 2020 en que se publicó la caja recopilatoria MODE y las colecciones digitales.

## Formatos

### En disco de vinilo
7 pulgadas Mute Bong23  Condemnation
| Lado A |                            |          |  |
| N.º    | Título                     | Duración |  |
| 1.     | «Condemnation» (Paris Mix) | 3:21     |  |

| Lado B |                           |          |  |
| N.º    | Título                    | Duración |  |
| 1.     | «Death's Door» (Jazz Mix) | 6:38     |  |

La edición en 7 pulgadas fue solo promocional para el Reino Unido
7 pulgadas INT 111.913 Mute Bong23  Condemnation
| Lado A |                            |          |  |
| N.º    | Título                     | Duración |  |
| 1.     | «Condemnation» (Paris Mix) | 3:21     |  |

| Lado B |                           |          |  |
| N.º    | Título                    | Duración |  |
| 1.     | «Death's Door» (Jazz Mix) | 6:38     |  |

Solo para Alemania hubo edición regular en 7 pulgadas
12 pulgadas Mute Bong23  Condemnation
| Lado A |                            |          |  |
| N.º    | Título                     | Duración |  |
| 1.     | «Condemnation» (Paris Mix) | 3:21     |  |
| 2.     | «Death's Door» (Jazz Mix)  | 6:39     |  |

| Lado B |                                       |          |  |
| N.º    | Título                                | Duración |  |
| 1.     | «Rush» (Spiritual Guidance Mix)       | 5:30     |  |
| 2.     | «Rush» (Amylnitrate Mix Instrumental) | 7:40     |  |
| 3.     | «Rush» (Wild Planet Mix - Vocal)      | 6:22     |  |

12 pulgadas Mute L12 Bong23  Live…
| Lado A |                                                      |          |  |
| N.º    | Título                                               | Duración |  |
| 1.     | «Condemnation» (en vivo en Milán, Italia, en 1993)   |          |  |
| 2.     | «Personal Jesus» (en vivo en Milán, Italia, en 1993) |          |  |

| Lado B |                                                         |          |  |
| N.º    | Título                                                  | Duración |  |
| 1.     | «Enjoy the Silence» (en vivo en Milán, Italia, en 1993) |          |  |
| 2.     | «Halo» (en vivo en Milán, Italia, en 1993)              |          |  |

12 pulgadas Mute P12 Bong23  Condemnation
| Lado A |                            |          |  |
| N.º    | Título                     | Duración |  |
| 1.     | «Condemnation» (Paris Mix) |          |  |
| 2.     | «Death's Door» (Jazz Mix)  |          |  |

| Lado B |                                 |          |  |
| N.º    | Título                          | Duración |  |
| 1.     | «Rush» (Spiritual Guidance Mix) |          |  |

Promocional
12 pulgadas Mute PL12 Bong23  Rush
| Lado A |                                 |          |  |
| N.º    | Título                          | Duración |  |
| 1.     | «Rush» (Spiritual Guidance Mix) |          |  |

| Lado AA |                                         |          |  |
| N.º     | Título                                  | Duración |  |
| 1.      | «Rush» (Amylnitrate Mix - Instrumental) |          |  |
| 2.      | «Rush» (Wild Planet Mix - Vocal)        |          |  |

Promocional
12 pulgadas Sire 41058  Condemnation
| Lado A |                                                         |          |  |
| N.º    | Título                                                  | Duración |  |
| 1.     | «Condemnation» (en vivo en Milán, Italia, en 1993)      | 4:08     |  |
| 2.     | «Enjoy the Silence» (en vivo en Milán, Italia, en 1993) | 6:47     |  |
| 3.     | «Halo» (en vivo en Milán, Italia, en 1993)              | 4:54     |  |
| 4.     | «Death's Door» (Jazz Mix)                               | 6:33     |  |

| Lado B |                                 |          |  |
| N.º    | Título                          | Duración |  |
| 1.     | «Rush» (Spiritual Guidance Mix) | 5:30     |  |
| 2.     | «Rush» (Nitrate Mix)            | 7:41     |  |
| 3.     | «Rush» (Wild Planet Mix)        | 6:23     |  |
| 4.     | «Condemnation» (Paris Mix)      | 3:22     |  |

### En CD
| Mute CD Bong23 Condemnation |                                         |          |  |
| N.º                         | Título                                  | Duración |  |
| 1.                          | «Condemnation» (Paris Mix)              | 3:22     |  |
| 2.                          | «Death's Door» (Jazz Mix)               | 6:39     |  |
| 3.                          | «Rush» (Spiritual Guidance Mix)         | 5:31     |  |
| 4.                          | «Rush» (Amylnitrate Mix - Instrumental) | 7:42     |  |

| Mute LCD Bong23 Live... |                                                          |          |  |
| N.º                     | Título                                                   | Duración |  |
| 1.                      | «Condemnation» (en vivo en Milán, Italia, en 1993)       | 4:10     |  |
| 2.                      | «Personal Jesus» (en vivo en Milán, Italia, en 1993)     | 6:00     |  |
| 3.                      | «Enjoy tjhe Silence» (en vivo en Milán, Italia, en 1993) | 6:46     |  |
| 4.                      | «Halo» (en vivo en Milán, Italia, en 1993)               | 4:54     |  |

| CD Sire / Reprise 41058 Condemnation |                                                         |          |  |
| N.º                                  | Título                                                  | Duración |  |
| 1.                                   | «Condemnation» (Paris Mix)                              | 3:21     |  |
| 2.                                   | «Rush» (Spiritual Guidance Mix)                         | 5:31     |  |
| 3.                                   | «Death's Door» (Jazz Mix)                               | 6:38     |  |
| 4.                                   | «Rush» (Nitrate Mix)                                    | 7:41     |  |
| 5.                                   | «Enjoy the Silence» (en vivo en Milán, Italia, en 1993) | 6:47     |  |
| 6.                                   | «Halo» (en vivo en Milán, Italia, en 1993)              | 4:54     |  |
| 7.                                   | «Condemnation» (en vivo en Milán, Italia, en 1993)      | 4:08     |  |

CD 2004
Realizado para la colección The Singles Boxes 1-6 de ese año.
| Mute CD Bong23X Condemnation |                                                         |          |  |
| N.º                          | Título                                                  | Duración |  |
| 1.                           | «Condemnation» (Paris Mix)                              | 3:23     |  |
| 2.                           | «Death's Door» (Jazz Mix)                               | 6:39     |  |
| 3.                           | «Rush» (Spiritual Guidance Mix)                         | 5:31     |  |
| 4.                           | «Rush» (Amylnitrate Mix – Instrumental)                 | 7:42     |  |
| 5.                           | «Rush» (Wild Planet Mix - Vocal)                        | 6:24     |  |
| 6.                           | «Condemnation» (en vivo en Milán, Italia, en 1993)      | 4:10     |  |
| 7.                           | «Personal Jesus» (en vivo en Milán, Italia, en 1993)    | 6:00     |  |
| 8.                           | «Enjoy the Silence» (en vivo en Milán, Italia, en 1993) | 6:46     |  |
| 9.                           | «Halo» (en vivo en Milán, Italia, en 1993)              | 4:56     |  |

## Vídeo promocional
"Condemnation" fue dirigido por Anton Corbijn, el cual muestra al vocalista David Gahan cantando rodeado de varias personas de color, haciendo el referente de que el tema es por completo góspel; fue filmado en Hungría.
El vídeo muestra a Gahan en una procesión, abrazado a las coristas Samantha Smith e Hildia Campbell, quienes participaron durante la totalidad de las giras Devotional Tour y Exotic Tour con DM, llevando al cantante a “cumplir" su condena, la cual consiste en quedar atado de por vida a una chica, interpretada por Basia Milewicz; una clara metáfora sobre el amor más devoto.
El video se incluye en la colección Videos 86>98 + de 2002, en el Devotional DVD de 2004 y en Video Singles Collection de 2016.
Para las giras Devotional Tour y Exotic Tour, Corbijn adicionalmente realizó una proyección en la que aparecían Gahan y Martin Gore colgados de cabeza, mientras en otra de las pantallas se veían unas manos en posición de rezar, la misma imagen en la portada del sencillo. Otra referencia directa a una condena, aunque mezclada con el eje temático religioso del álbum.
Existe un segundo vídeo, en concierto, tomado del directo Devotional, en el cual se mezclan las imágenes de aquella presentación con la proyección de fondo. De hecho, este fue el único promocional que recibió el álbum Devotional y se incluyó en la colección The Videos 86>98 de 1998, así como posteriormente en el Devotional DVD de 2004.

## En directo
"Condemnation" ha sido más o menos frecuente en los conciertos de DM desde su introducción, así estuvo en las correspondientes giras Devotional Tour, Exotic Tour, en esa segunda mayormente interpretada por Martin Gore debido a un problema vocal de David Gahan, para después estar presente en The Singles Tour y en el Exciter Tour en las cuales se presentó tan solo con piano por Peter Gordeno, pero interpretada por David Gahan y Martin Gore, como en su versión original. Después se incorporó en la gira Delta Machine Tour, de nuevo en forma acústica con Gordeno al piano y Gore cantándola. Posteriormente apareció de manera rotativa en la gira Memento Mori World Tour de nuevo en forma acústica, pero con guitarra de Gore.
Desde ser retomado para la gira The Singles Tour, el tema aparece en una forma acústica, es decir, mayormente basada en el uso del piano, sin la percusión que tiene en su versión original. No es que cambie tanto como otros temas de DM en esa forma, pero sí es una interpretación distinta a como se hacía originalmente.
El tema "Death's Door" también estuvo presente durante el Devotional Tour, como tema rotativo, en donde era una suerte de interludio “acústico”, pues tan solo requería musicalización de Alan Wilder y su teclado en modo piano. Para la extensión Exotic Tour salió del repertorio de temas.

## Lista de posiciones
| Chart (1993)                                    | Peak position |
| ----------------------------------------------- | ------------- |
| UK Singles Chart                                | 9             |
| Lista de Australia ARIA                         | 78            |
| Lista de sencillos francesa                     | 36            |
| Lista de sencillos alemana                      | 23            |
| Lista de sencillos irlandesa                    | 19            |
| Lista de sencillos sueca                        | 3             |
| Lista de sencillos suiza                        | 38            |
| US Billboard Modern Rock Tracks                 | 23            |
| US Billboard Hot Dance Music/Maxi-Singles Sales | 36            |